# Diecéze kališská

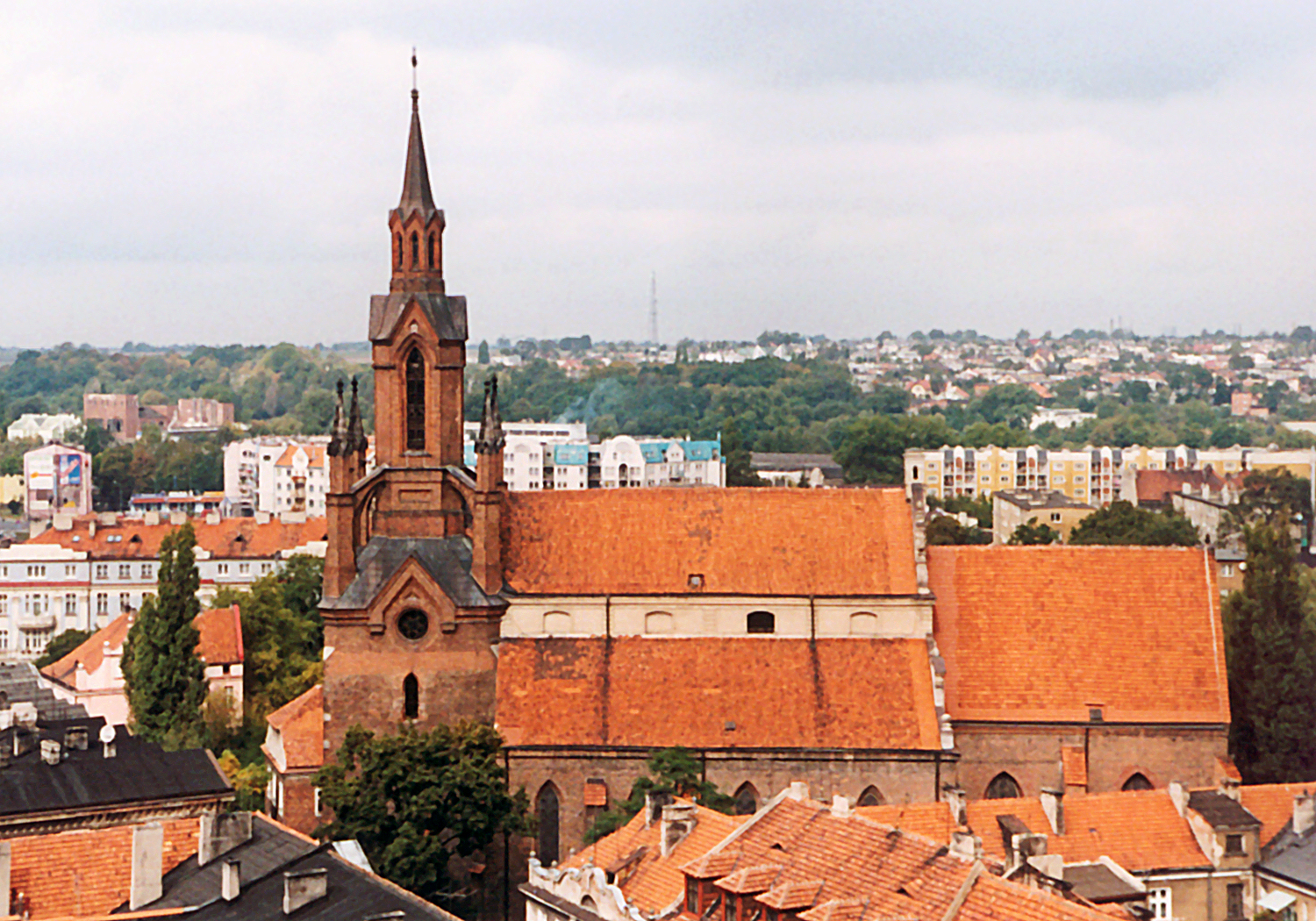
Kališská katedrála

Diecéze kališská (latinsky Dioecesis Calissiensis, polsky Diecezja kaliska) je římskokatolická diecéze v Polsku, se sídlem v Kališi, kde se nachází katedrála sv. Mikuláše. Je součástí poznaňské církevní provincie, je tudíž sufragánní vůči arcidiecézi poznaňské. 

## Stručná historie
V rámci reorganizace polské diecézní struktury papež Jan Pavel II. vydal dne 25. března 1992 bulu Totus Tuus Poloniae populus, kterou mj. zřídil diecézi kališskou. Už předtím, v letech 1818-1925, byla Diecéze włocławecká přejmenována na diecézi kujavské-kališskou.